# یورش به لنکران
یورش به لنکران (به روسی: Штурм Ленкорани) (به ترکی آذربایجانی: Lənkəran yürüşü) نبردی است که در جریان دوره اول جنگ‌های ایران و روسیه در تاریخ ۱۳ ژانویه ۱۸۱۳ (۲۳ دی ۱۱۹۱ خورشیدی) در ناحیه تالش شمالی و شهر لنکران به وقوع پیوست.

## رویدادها
لنکران از اواخر دوره پادشاهی نادرشاه مرکز حکومت خانات تالش بود. پس از نفوذ آرام‌آرام و تدریجی ارتش روسیه در سرزمین‌های قفقاز شمالی و جنوبی به ویژه در دهه ۱۷۶۰ میلادی، میر مصطفی خان تالش که خان تالش از دیناچال تا بالهارود مغان بود، کوشید تا روابط خود را روسیه تقویت کند.
دوره اول جنگ‌های ایران و روسیه پس از تسخیر گنجه به دست روسیه تشدید یافت.
دلیل روی‌گردانی خان تالش از قاجارها، کشته‌شدن دو تن از برادران او به نام‌های میر عیسی بیگ و میر قاسم بیگ و شماری از بزرگان تالش با دستور شخص آغامحمدخان قاجار پادشاه ایران بود. میر مصطفی خان پس از نشستن آغامحمدخان بر تخت پادشاهی دو برادر خود و شماری از بزرگان و خواص سرزمین تالش را برای به دست آوردن اعتماد و اطمینان او راهی دشت مغان کرد. در همان هنگام آغامحمدخان پس از بازگشت فاتحانه از گرجستان در مغان اقامت داشت و پس از آن رهسپار خراسان بود. در همان هنگام که نمایندگان تالش در راه مغان بودند، شماری از راهزنان نواحی اُجارود تالش (شمالی‌ترین نواحی مرزی آن) با نگهبانان پل پل‌های خداآفرین و سپاه آغامحمدخان درگیر شده و آنان را از پای درآوردند. در این میان سپاهیان قاجار به اشتباه نمایندگان تالش را با راهزنان یکی دانسته و آن‌ها را دستگیر کردند و به نزد آغامحمدخان بردند. او نیز بی‌درنگ و بدون هیچ بازجویی و تفتیش میر مصطفی خان را عامل رخدادهای پل‌های خداآفرین دانست و دستور کشتن نمایندگان او را صادر کرد. پس از به دار آویخته شدن این افراد، پیکر آنان تا سه روز برای عبرت مردم بر سر دار باقی ماند. او همچنین دیگر رقیبان میر مصطفی خان را مورد احترام قرار داد و حکومت آن‌ها را بر تالش تایید کرد. بدین ترتیب پس از این رخداد‌ها میر مصطفی خان از قاجارها فاصله گرفت و حتی پس از کشته‌شدن آغامحمدخان در شوشی قره‌باغ نیز روابط او با مقامات ایران بهبودی چندانی پیدا نکرد.
پس از به تخت نشستن فتحعلی‌شاه او در این میان با همراهی برادر آغامحمدخان، مرتضی قلی خان قاجار و حاکم موروثی شفت آقا علی شفتی برای مدتی کوتاه شهر رشت را تصرف کرد، اما با رسیدن سپاهیان فتحعلی‌شاه به سرعت به لنکران بازگشت. پس از گذشت مدتی و چندین نامه‌نگاری و فرستادن سفیر و نماینده از تهران به لنکران و رد تمامی درخواست‌های آن‌ها توسط میر مصطفی خان، به دستور فتحعلی‌شاه سپاهی نزدیک به سی هزار سرباز به فرماندهی بابالی خان رهسپار لنکران شدند. میر مصطفی خان به سرعت چند نماینده را برای دریافت کمک فوری به سوی روسیه فرستاد. پس از پذیرش درخواست او توسط روس‌ها، دستوری به ژنرال کوتلیارفسکی که در آن هنگام در قفقاز با نیروهای ایران قاجاری درگیر بود، رسید تا به یاری میر مصطفی خان بیاید؛ گرچه کوتلیارفسکی شخصاً به لنکران نیامد، اما نیروهایش را به لنکران فرستاد. خان تالش این نیروها را در قلعه کهنه آستارا، روستای گرمی در اُجارود و دیوان‌خانه شهر لنکران در کرانه دریا اسکان داد. در این میان خود با نیروها و همراهان خود و شماری از نیروهای روس از لنکران خارج شد و برای مدتی ابتدا در گامیشوان و سپس در کوه‌های تالش اقامت داشت. پس از گریز به گامیشوان تمامی پل‌هایس که در مسیر لنکران به آن بود را از بین برد و استحکامات نظامی در مسیر قرار داد. او فرزند خود میر حسن خان و شماری از مردم گامیشوان را حافظ و حارس این گذرگاه‌ها قرار داد. روس‌ها نیز به سوی کشتی‌های لنگر گرفته در جزیره ساری گریختند و در آن پناه گرفتند. محاصره نیروهای میر مصطفی خان و روس‌ها توسط ارتش ایران ۴ ماه به درازا انجامید. به دستور امیرخان قاجار که از سوی فتحعلی‌شاه به منطقه فرستاده شده بود چندین برجک نظامی در فاصله قزل‌آغاج، ارکیوان، شیله‌ور و لنکران ساخته شد تا تحرکات نیروهای روس و میر مصطفی خان زیر نظر نیروهای ایرانی باشد. پس از مدتی مذاکراتی برای آتش‌بس با میانجی‌گری فرانسوی‌ها و انگلیسی‌ها صورت گرفت اما بی‌نتیجه ماند. به دستور فتحعلی‌شاه املاک و خانه‌های میر مصطفی خان در لنکران و نمین سوزانده شد و اموال و دارایی‌های او به تاراج رفت؛ گرچه پس از مدتی با میانجی‌گری عباس میرزا اموال و املاک با او بازگردانده شد؛ اما بخش‌های جنوبی تالش (در ایران امروزی) میان شماری از خاندان‌های نامی و مهم منطقه تقسیم شد تا از ادعای اراضی و تاخت و تاز دوباره خاندان میر مصطفی خان بر آن نواحی جلوگیری کند. در اوت ۱۸۱۲ میلادی سپاه ایران قاجاری شهر لنکران را پس از درگیری با روس‌ها به دست آورد و نیروهای باقی‌مانده روس از راه آبادی گامیشوان به جزیره ساری پناه بردند. پس از آگاهی کوتلیارفسکی از هزیمت و شکست نیروهای روس در لنکران ماموریت داشت تا شخصاً فرماندهی حمله به لنکران را بر عهده بگیرد.
عباس میرزا به درخواست افسران انگلیسی مبنی بر ایجاد پاسگاه‌های نگهبانی در اصلاندوز به منظور جلوگیری از تازش‌های روس‌ها بی‌توجهی کرد؛ در نتیجه، فرمانده کوتلیارفسکی، دو کمین موفق علیه ایرانیان را رهبری کرد و خسارات چشمگیری برای ایرانیان به بار آورد و بیش‌تر توپخانه عباس میرزا را به دست آورد. به دلیل عقب‌نشینی عباس میرزا به سمت تبریز در پی شکست در نبرد اصلاندوز، کوتلیارفسکی فرصت حمله به لنکران را پیدا کرد.
در پی شکست عباس میرزا و ارتش ایران در نبرد اصلاندوز، ارتش روسیه در آن ناحیه پادگان و پایگاهی برای تثبیت قدرت خود ایجاد کردند. دولت امپراتوری روسیه بی‌درنگ پس از آگاهی از این پیروزی درجه ژنرال کوتلیارفسکی را ارتقا دادند و اختیار حمله و نبرد در سخت‌ترین محورهای جنگی را به او سپردند.
فرماندهی کل ارتش روسیه در قفقاز و سنت پترزبورگ از شورش‌های رخ‌داده بر ضد روسیه در تالش شمالی نگرانی بسیاری داشت.
در این هنگام میر مصطفی خان با رایزنی مشاوران و همراهان خود سیاست همراهی با دولت روسیه را در پیش گرفته بود. در این میان در دسامبر ۱۸۱۲ میلادی ژنرال کوتلیارفسکی با دستور سر فرماندهی کل قفقاز از رود ارس گذر کرد و رهسپار تالش (در برخی از کتاب‌ها طالش) شد. او در هنگام گذر از دشت مغان به تالش با مقاومت و پایداری شدیدی از عشایر شاهسون‌ها و نیروهای کُرد روبه‌رو شد، اما بر آن‌ها چیره شد و وارد سرزمین‌های تالش شد. در همین هنگام یک گردان از ارتش ایران برای جلوگیری از پیشروی روس‌ها از شهر اردبیل به راه افتاد اما بارش سنگین برف آن‌ها در ارشق زمین‌گیر کرد.
کوتلیارفسکی به همراه نیروهایش در ۲۵ دسامبر ۱۸۱۲ به جزیره ساری و آبادی گامیشوان (گوی شبان امروزی در نزدیکی لنکران) رسید و به آنان پیوست. این آبادی محل گردهمایی نیروهای روسی پس از درخواست یاری میر مصطفی خان از دولت روسیه بود. فرماندهی نیروهای روس در این آبادی را ناخدا یکم وسلاگو (Веселаго) بر عهده داشت. به این ترتیب ارتش روسیه امکان و توانایی هجوم از راه خشکی و دریا به لنکران را به دست آورد. ناخدا وسلاگو پیش از رسیدن کوتلیارفسکی نقشه‌ها و برنامه‌های تصرف لنکران را آماده کرده بود. او در نوامبر ۱۸۱۲ یک گردان از ناخدا یاکویف و دو مسلسل از هنگ پیاده ترویتسکی را دریافت کرده و در آبادی گامیشوان مستقر شده بود.
اندکی پیش از محاصره لنکران، کوتلیارفسکی به ۴۰۰۰ سرباز ایرانی مستقر در دژ و پیرامون آن و همچنین فرمانده آنها صادق خان قاجار فرصت تسلیم را پیشنهاد داده بود، اما آنها نپذیرفتند. به دنبال آن پس از گذشت پنج روز و در شب عاشورای سال ۱۲۲۸ هجری قمری، کوتلیارفسکی گلوله‌باران شهر را آغاز کرد و تا ۱۳ ژانویه، با وجود برتری عددی طرف ایرانی، موفق به حمله به دژ شدند و لنکران را تصرف کردند. اگرچه روس‌ها متحمل خسارات سنگینی در محاصره شدند و در طی آن بیشتر افسران و درجه‌داران نظامی ارتش روس کشته شدند، با تصرف این دژ، شهر لنکران و سایر مناطق تالش را تصرف کردند. در این میان بیش‌تر مدافعان و همچنین صادق خان کشته شدند و کوتلیارفسکی نیز به شدت زخمی شد. پس از تصرف دژ، همه بازماندگان توسط روس‌ها کشته و اعدام شدند و هیچ‌یک به اسارت در نیامدند. کوتلیارفسکی پس از آن دیگر نتوانست در ادامه جنگ شرکت کند. همچنین از هنگ ۱۷ روسیه در این نبرد که متشکل از ۲۹۶ نفر بودند، تنها ۷۴ تن از آنها در جنگ کشته شدند. کوتلیارفسکی پس از نبرد نشان درجه ۲ گئورگی مقدس را از سوی فرماندهان ارشد ارتش روسیه دریافت کرد. کوتلیارفسکی مدت زیادی در لنکران نماند و پس از بهبودی جزئی در ماه مارس ۱۸۱۳ به قره‌باغ بازگشت. ناخدا وسلاگو نیز در سمت خود ابقا شد و نیروهای روس را در لنکران رهبری می‌کرد. میر مصطفی خان پس از پایان درگیری‌ها به لنکران بازگشت و این بار با تایید و همراهی روس‌ها خانات تالش را در دست داشت.

## ساخته‌شدن دژ لنکران
در جریان جنگ نخست روسیه و ایران (۱۸۱۳–۱۸۰۴)، روابط ایران با انگلستان تقویت شد. هاردفورد جانسون یکی از سفرای انگلستان بود که از سوی دولت این کشور رهسپار تالش و شهر لنکران شد. پس از سفر به تالش در ۱۶ اوت ۱۸۱۰ میلادی با همراهی نیروهای ویژه شاه ایران، فتحعلی‌شاه و اقامت ۱۰ روزه در لنکران، با میر مصطفی خان دیدار کرد و با او چند قرارداد همکاری بازرگانی و نظامی امضا کرد. به دنبال آن انگلیسی‌ها تصمیم به ساخت یک دژ مستحکم در لنکران گرفتند.

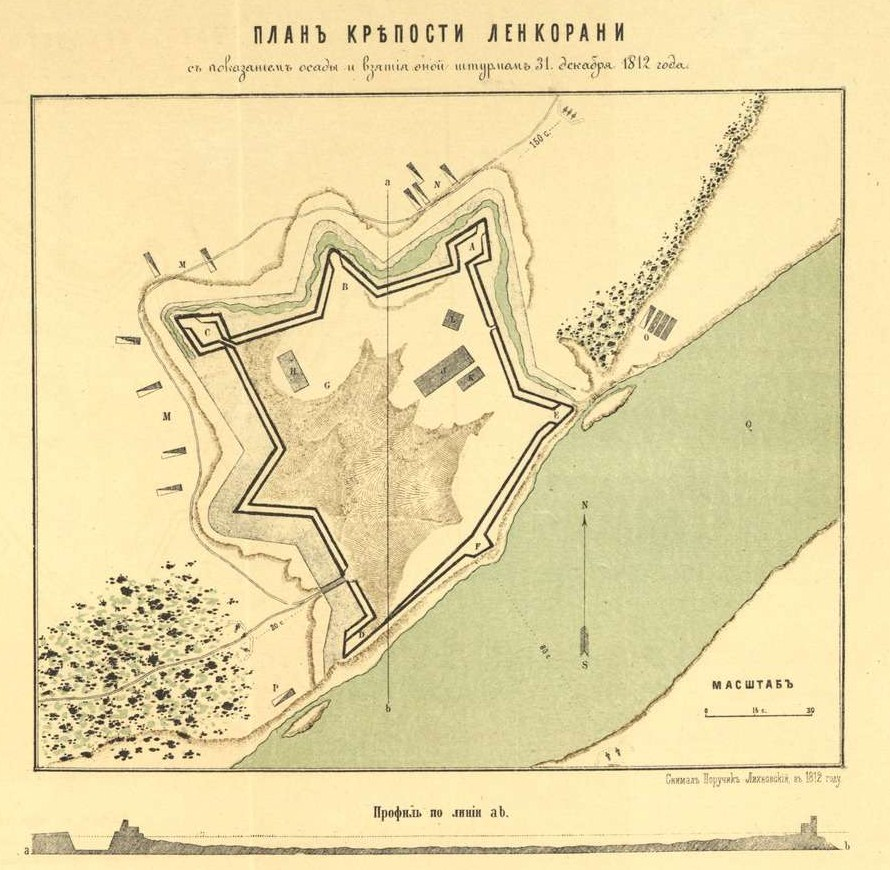
نقشه دژ لنکران و محاصره آن

این دژ دارای دیوارهای سنگی بلند و دندانه‌های تیزی در بالای دیوار بود. همچنین این دژ توسط سنگرهای عمیق احاطه شده بود. این دژ به شکل یک چهارضلعی نامنظم (به عرض ۸۰ پا) در ساحل سمت چپ رودخانه لنکران (لنکران‌چای) و در فاصله کمی از دریای کاسپین جای داشت. این رودخانه در نزدیکی مرداب‌های نزدیک به دژ جای داشت. این دژ در بخش جنوب‌غربی ۱۳۰ متر درازا داشت. بخش شمال‌شرقی آن که به شکل چندضلعی نامنظم ساخته شده بود، تا ۸۰ متر درازا داشت. ضلع جنوب‌شرقی این دژ در راستای رودخانه لنکران‌چای و به سوی دریای کاسپین بود. همچنین دیوارهای این دژ از جهت شمال‌غربی هر کدام ۱۰۰ متر درازا داشتند. افزون بر این، در هر گوشه دژ سنگرها قرار داشتند و بزرگ‌ترین آنها در جهت شمال‌شرقی بود. خندق مقابل دژ ۴ متر عمق و ۱۰ پهنا داشت.

## پیش‌زمینه
پس از چندین سال جنگ بی‌نتیجه در مناطق گوناگون ماورای قفقاز هیچ‌یک از طرفین جنگ به پیروزی چشمگیری دست نیافته بودند اگرچه روس‌ها یک برتری نسبی برای خود به دست آورده و با تصاحب حکومت‌های محلی شمال قفقاز از جمله چچن، داغستان، دربند، گرجستان و شماخی به نزدیکی سرزمین‌های ایران قاجاری در ناحیه اران و شروان رسیده بودند. عباس میرزا ولیعهد ایران در ماه اوت ۱۸۱۲ با سرکوب ناآرامی‌ها در تالش شمالی، کنترل کامل لنکران را به دست آورد و به سوی دشت مغان حرکت کرد. در سپتامبر ۱۸۱۲ در حالی که مذاکراتی میان ایران و روسیه در تفلیس با میانجی‌گری گور اوزلی و نماینده او جیمز موریه از انگلستان برای صلح در حال انجام بود خبری منتشر شد که ناپلئون بناپارت به نزدیکی مسکو رسیده است؛ به همین دلیل مذاکرات به حالت تعلیق درآمد. در ۳۱ اکتبر ۱۸۱۲ در حالی که نمایندگان ایران و روسیه در تفلیس آماده انجام مذاکرات بودند، ژنرال پیوتر کوتلیارفسکی حملهٔ شبانهٔ غافلگیرانه‌ای (با نام نبرد اصلاندوز) به اردوگاه ایران در اصلاندوز انجام داد که منجر به شکست کامل ارتش عباس میرزا و کشته‌شدن یکی از افسران پشتیبانی‌کننده انگلیس به‌نام کریستی شد.
از آنجا که به‌طور فزاینده‌ای آشکار شد که تهاجم ناپلئون به روسیه ناموفق بوده‌است، روس‌ها به دنبال عملیات تهاجمی‌تری در ناحیه قفقاز بودند. پس از مدتی با ورود ارتش روسیه به دشت‌های پهناور نواحی جنوبی قفقاز در ۱۸ دسامبر ۱۸۱۲ میلادی، گروهان نظامی ارتش روسیه به رهبری ژنرال پیوتر کوتلیارفسکی از رودخانه ارس گذر کرده و ۸۰ مایل را به‌طور مستقیم بدون هرگونه جاده و از میان نمکزارها و مرداب‌ها از راه دشت‌های منطقه مغان به سوی مناطق جنوبی‌تر طی کردند و به مرزهای خانات تالش نزدیک‌تر شدند. پس از گذر از مرداب‌ها و نمکزارها سربازان به هوای برفی و کولاک وحشتناک برخوردند. در آن هنگام، ارتش روسیه و گردان‌های کوتلیارفسکی نیاز شدیدی به تأمین تجهیزات به‌ویژه آب آشامیدنی و غذا داشتند.
در ۲۰ دسامبر، گروهان روسی به شماری از قبایل شاهسون برخورد کردند که اغلب از روس‌ها فرار می‌کردند و برخی توسط روس‌ها دستگیر می‌شدند و دام‌هایشان مصادره می‌شد.
در ۲۱ دسامبر، گروهان تحت فرمان کوتلیارفسکی به مرزهای خانات تالش در نزدیکی رود ارس رسیده بود. آن‌ها در همین هنگام با ۵۰۰ سوارنظام ایرانی روبرو شدند که فرماندهی آن را شخصی به نام ابوسالم بر عهده داشت. نیروهای ایرانی و ابوسالم برای کاهش میزان خسارت‌ها و تلفات حاضر به درگیری نشدند و به شهرک ارکیوان (که در کتاب‌های تاریخی از آن با نام ارکوان هم یاد شده‌است و امروزه در نزدیکی شهر ماسال‌لی جای دارد و دارای یک قلعه تاریخی و مهم است) عقب‌نشینی کردند. در ادامه، آوانگارد روسی با سردار سواره نظام پیرقلی‌خان و یک گروه از ۱۰۰۰ سرباز ایرانی روبرو شد. پس از تبادل آتش کوتاه، ایرانیان عقب‌نشینی کرده و توسط کازاک‌ها مورد تعقیب قرار گرفتند.
در ۲۲ دسامبر، کوتلیارفسکی برای تحت پوشش قراردادن قوای ارتش روسیه در خانات تالش گروهانی را به فرماندهی سرگرد دیاچکووا به‌همراه ۲۰۰ پیاده، ۱۷۰ کازاک و چندین اسب‌سوار از ناحیه قره‌باغ و یک قبضه اسلحه و توپ از قره‌یازی به سوی ارکیوان فرستاد. پس از آن بخشی از مردم قره‌باغ که در اسارت روس‌ها بودند آزاد شدند اما شاهسون‌های اسیرشده همچنان در اسارت روس‌ها باقی ماندند.
نیروهای حاضر در دژ ارکوان با توجه به آگاهی از رخدادهای اصلاندوز بدون پایداری دژ را رها کردند. پادگان نظامی ارکوان با در اختیار داشتن ۱۵۰۰ سرباز ایرانی و ۴۰۰ سرباز روس که به صفوف سپاه ایران پیوسته بودند (و با نام گردان بهادران شناخته شده بودند) به فرماندهی بالاخان و اصغرخان دژ شهر ارکوان را ترک کردند و با دو اسلحه میدانی و توپ و تمام ذخایر توپخانه و علوفه به سوی لنکران عقب‌نشینی کردند. کوتلیارفسکی ۴۰۰ نیروی جاگر و ۳۰۰ کازاک را به فرماندهی سرهنگ دوم اوشاکوف برای تعقیب قوای ایران فرستاد که متعاقباً ۱۵ مایل به دنبال ایرانیان رفتند.
در جریان این تعقیب و گریز، ۵۰ تن از ۴۰۰ سرباز روس فراری شدند و نزدیک ۳۰۰ تن از ایرانیان هم کشته شدند. در پی آن روس‌ها بیش از ۶۰۰ اسب و یک بار قابل توجه از تجهیزات و اسلحه را توقیف کردند. خسارت‌های وارد به شامل روس‌ها نیز ۱ کشته و ۵ زخمی بود. در همین میان کنترل ارکوان به دست نیروهای روس افتاد. ۱۰۰ نیروی جاگر برای نگهبانی و محافظت از دژ ارکوان در این شهرک باقی ماندند.
احمدخان کاشانی با آگاهی از حرکت نیروهای روس به سوی جنوب پس از شکست ارتش ایران در اصلاندوز، با شتاب همه پادگان‌ها، انبارها، اصطبل‌ها و دژ لنکران را برای رویارویی با نیروهای ارتش روس بازسازی و با سلاح و مهمات جنگی تجهیز و آماده کرد.
کوتلیارفسکی پس از ورود به مناطق شمالی خانات تالش، به ساکنان این ناحیه اعلام کرد:
مردم تالش. سپاهیان بزرگ و قدرتمند، سپاهیان امپراتوری روسیه به اینجا آمده‌اند تا شما را از دست ایرانیان - ویرانگران شما - آزاد کنند. در خانه‌های خود بمانید و مطمئن باشید که اموال شما خدشه‌ناپذیر است. ایرانیان و سارقین چنین نخواهند کرد. آن‌ها شما را خواهند دزدید. من از شما، همه کسانی که قادر به حمل اسلحه هستند، درخواست می‌کنم آن را علیه ستمگران خود، ایرانیان، که به زودی توسط نیروهای امپراتور بخشنده من مجازات می‌شوند قرار دهید و من می‌خواهم که راه باقی‌مانده متعصبان را هنگام گذر آن‌ها از جاده‌ای برای فرار هنگامی‌که بازوهای پیروز ما به آن‌ها می‌رسد ببندید. من برای شما قول عفو و بخشش خواهم داد که فریب خواهد داد و همچنین کسانی که درگیر این امر هستند که ایرانیان را داوطلبانه تسلیم کنند. این افراد باید بدون ترس از مجازات شدن نزد من یا خان مستحق شما بیایند، زیرا سخن روسی سخن فارسی نیست. یک روس فریب نمی‌داند و نیازی به فریب ندارد.
این سخنان کوتلیارفسکی بخشی از مردم تالش را تحت تأثیر قرار داد و در پی آن آغاز به بریدن درختان جنگلی کردند که گفته می‌شد سربازان فراری ایرانی در آن پنهان شده بودند.

## فتح لنکران

### محاصره
من به همه فرماندهان و سربازان دستور می‌دهم که در مواضع خود برای کمک به راندن دشمن شیطانی که قصد دارد با طوفان به پا کردن، بدون توجه به همه خطرات، بدون توجه به جان انسان‌ها، دژ را تصرف کند، کمک کنند. ای کسانی که وطن خود را عمیقاً دوست دارند، ما باید سخت و سرسختانه پایداری کرده و تا حد مرگ بجنگیم و سعی کنیم تا دژ را در دست خود نگه داریم و به این دزدان نشان دهیم که خواهیم توانست خود را برای نجات میهن خود فدا کنیم. توجه، همه شما که آماده مقاومت هستید، دشمن مانند گرگ هار بالا می‌رود و به سمت ما می‌خزد. بگذارید همه اسلحه بردارند، آنهایی که می‌دانند چگونه آن را به دست بگیرند. به طور خلاصه، دفاع دلاورانه تا سر حد مرگ تا تسلیم شدن در برابر کافران که به کسی رحم نمی‌کنند و کسی را زنده نمی‌گذارند، حتی کودکان و زنان؛ بنابراین بهتر است به جای این که سرزمینمان توسط خرس‌های قطبی تکه‌تکه شود، با شکوه و با دلاوری برای سرزمین مادری بجنگیم.
— از دفتر میر مصطفی خان

با تمام توان و نیروی خود برای خسته کردن دشمن برای تسلیم‌کردن دژ، که ثابت کرده سرسخت است بایستید. به زودی با استفاده از سلاح‌های روسی راهی برای حل این مشکل باقی نمی‌ماند. با تردید برای ادامه این آخرین چاره، من به نیروها آگاهی خواهم داد و پیش‌بینی می‌کنم که همه افسران و سربازانی که عقب‌نشینی می‌کنند نیز باید بدانند. ما یا باید دژ را بگیریم یا همه می‌میرند. ما برای این کار به اینجا اعزام شده‌ایم.
من دو بار در فتح دژ در برابر دشمن تسلیم شدم اما من همچنان پافشاری می‌کنم؛ پس به شما می‌گویم؛ ای سربازان شجاع! هیچ‌کس نمی‌تواند در برابر سرنیزه ارتش روسیه مقاومت کند. این اراده ما روس‌ها را در مقابل دشمنانی مانند ایرانیان قرار داد. ما اگر مقاومت کنیم و تا پایان تلاش کنیم، پیروز خواهیم شد.
این کار به همه شما نیاز دارد: نخست - اطاعت؛ دوم - به یاد داشته باشید، هرچه زودتر طوفان به پا کنیم و از نردبان‌ها بالا برویم، آسیب کمتری خواهد داشت. سربازان باتجربه این را می‌دانند، اما افراد بی‌تجربه تنها آن را باور دارند. سوم - از مرگ توسط سمت دشمن نترسید و عجله نکنید. آن. ها کاملاً قصد ندارند حمله را پایان دهند، زیرا پیش از آن منجر به مرگ بی‌مورد سربازان و مردم خواهد شد.

صادق‌خان با لشکری متشکل از ۴۰۰۰ سرباز در قلعه لنکران در محاصره بود. عباس میرزا، ولیعهد ایران و فرمانده کل ارتش قاجاریه برای او مأموریت فرستاد:
من مشتاقانه امیدوارم و به صداقت و میهن‌پرستی عمیق شما امیدوارم، زیرا کاملاً مطمئن هستم که شما وفاداری خود را تغییر نخواهید داد و همچنین به شما اعتماد کرده‌ام که از دژ تا حد مرگ دفاع خواهید کرد بدون اینکه مانند یک ترسو در برابر دشمن حرکت کنید، حتی اگر همه کوه‌ها پشت سر نیروهای دشمن قرار بگیرند و به سختی علیه شما و سربازان شجاع خود قیام کنند، شما می‌دانید که از دژ محافظت شده‌است و به همین دلیل کلید قلب ایران است. پس خداوند بزرگ در اجرای امید ما به شما کمک کند.
این نامه برای همه افسران و سربازان درون پادگان خوانده شد. پادگان در موافقت با سخنان ولیعهد به اتفاق آرا فریاد زد:
به خدا و نام مقدس پیامبر قسم می‌خوریم که ما ترجیح خواهیم داد بمیریم اما تسلیم دشمن نشویم و تا سرحد مرگ بجنگیم.
صادق‌خان همچنین از همه ساکنان خواست تا برای محافظت از دژ اسلحه برداشته و تمام اقدامات لازم را انجام دهند. همچنین برای جلوگیری از حملات از سمت شمال و غرب اسکادران ارتش مستقر شد. صادق‌خان از ترس حمله غافلگیرانه ارتش امپراتوری روسیه افزون بر این که خود از نزدیک تحرکات دشمن را دنبال می‌کرد، بر افسران و سربازان جوان نیز نظارت داشت.
| نام گردان                         |   | افسر میدانی | افراد درجه‌دار | نوازندگان | لباس شخصی‌ها | همه:           |
| --------------------------------- | - | ----------- | ------------- | --------- | ----------- | -------------- |
| سمت چپ چهاردهمین هنگ گرنادیر گرجی | ۳ | ۲۵          | ۵۴            | ۲۳        | ۸۳۴         | ۹۳۷            |
| هنگ پیاده ۹۷ لیوونیا              |   | ۶           | ۱۸            | ۳         | ۱۴۱         | ۱۶۸            |
| گردان هفدهم جاگر                  | ۱ | ۱۰          | ۲۳            | ۹         | ۲۴۸         | ۲۹۱            |
| گردان و نیروی دریایی دریای کاسپین | ۲ | ۱۲          | ۳۳            | ۲         | ۲۶۴         | ۳۱۳            |
| توپخانه                           |   | ۴           | ۳             |           | ۴۳          | ۵۰             |
| کل:                               | ۶ | ۵۷          | ۱۳۱           | ۳۷        | ۱۵۳۰        | در مجموع: ۱۷۵۹ |

در ۲۷ دسامبر، کوتلیارفسکی نامه‌ای با مضمون پیشنهاد برای تسلیم لنکران به صادق‌خان فرستاد:

با اراده فرمانده کل من آمده‌ام تا مالکیت مناطق تالش را از دست ایرانیان آزاد کنم و بنابراین باید لنکران را تصاحب کنم. با علم به اینکه شما یک رهبر دلاور و با تدبیر هستید، لازم می‌دانم هشدار دهم که مقاومت شما بی‌فایده خواهد بود؛ اگرچه شما ممکن است یک رهبر نظامی عالی باشید، اما از عباس میرزا، که در اصلاندوز و با آن ده هزار سرباز، ۵۰۰ مرد به عنوان زندانی، همه آگهی‌ها، اسلحه‌هایی که سپاهیان از آن استفاده می‌کنند، شکست نخورد. در حال حاضر باید در اختیار آنها باشد. همان‌طور که در اصلاندوز بود، به سختی همراه با هنگ ۲۰ سوارکار به تبریز فرار کرد، در حالی که او سی هزار تن در اختیار داشت و ما تنها دو هزار نفر. جنگجویان بزرگ بلندمرتبه امپراتوری روسیه نیروهای عباس میرزا را در هم کوبید و اکنون آن‌ها در اینجا، یعنی خانات تالش حضور دارند؛ بنابراین، هنگامی که عباس میرزا نتوانست در برابر سلاح‌های پیروز ما مقاومت کند، علی‌رغم اینکه پانزده برابر نیروهای ما سرباز داشت، شما فکر می‌کنید که در اینجا قادر خواهید بود ضربه مهمی به ما وارد کنید؟ بنابراین من پیشنهاد می‌کنم که موافقت کنید داوطلبانه دژ را تسلیم کنید تا از خونریزی‌های زیان‌آور و غیر ضروری جلوگیری شود، و عباس میرزا و همچنین جنگجویان من را در امان بگذارید. در نظر بگیرید که با پیروی از عقل، به دست آوردن جان، عزت و هم اموال و هم دارایی‌های طرف‌های وابسته در این درگیری به چه نتیجه‌ای خواهید رسید. در غیر این صورت، اگر از صدای عقل سلیم پیروی نکنید، همه چیز را از دست خواهید داد. اما این وظیفه من است که به شما بگویم، زیرا شما کسی هستید که برمی‌گزینید. تنها من باید در برابر خدا و مردم توجیه شوم. به من دستور داده شده که هنوز تا دریافت پاسخ این نامه توپ باران نکنم تا اینکه ظرف سه ساعت پاسخ و رسید دریافت کنم.
من در انتظار صلح و جواب خوب می‌مانم.

پیوتر کوتلیارفسکی، ۲۷ دسامبر ۱۸۱۲، لنکران
در همان روز، صادق‌خان پاسخ داد:

ژنرال کوتلیارفسکی،
من که پیشنهاد صلح شما را دریافت کردم وظیفه خود می‌دانم برخی سخنان سوزناک و تلخی را برای شما بیان کنم که ممکن است با این راستگویی ناخوشایندترین تجربه را برای شما ایجاد کند، زیرا من پیشنهاد شما را رد می‌کنم.
شما می‌نویسید: «من آمدم تا خانات تالش را از دست ایرانیان آزاد کنم»، به من اجازه دهید، ژنرال، حرف‌های دروغ شما را باور نکنم. برای شما، صریح و مستقیم می‌گویم، همان‌طور که برای بردگی و ستم به مردمان تالش اینجا آمدید؛ در حالی که میر مصطفی خان در قید حیات است، دولت شما باید شخصاً و با مراقبت‌های لازم، از حقوق وی دفاع کند. اما هنگامی که او بمیرد، وارثانش استقلال خود را از دست می‌دهند و به بردگان نالایق و بدبخت تبدیل می‌شوند. تقصیر دیوانه و بینا باعث می‌شود که نوادگان میر مصطفی خان، همان کسانی که تنها اهداف شخصی خود را دنبال می‌کنند برای رسیدن به شهوت قدرت خود، خودخواهی بی‌عاطفه و سخت، چون آنها به آینده غم‌انگیز و متروک فرزندان خود فکر نمی‌کنند، به او خیانت خواهند کرد، زیرا آنها شما را در اینجا دعوت می‌کنند و سرنوشت وطن خود را به غریبه‌های بی‌وفا می‌سپارند - تجاوزگران متجاوز مردمش را به مردمان بی‌معنی تبدیل می‌کنند. ناله‌ها و فریادهای مردگان درگیر در این شبکه شیاد خودخواه - میر مصطفی خان لعنتی ابدی بر آن‌ها خواهد داد، تا هنگامی که کوه‌های تالش محکم بمانند، عزاداری تلخ برای سرنوشت ناگوار قوم تالش باقی خواهد ماند.
شما نیامده‌اید که خانات تالش را «از دست ایرانیان» آزاد کنید، بلکه آمده‌اید تا قلمرو خود را با هزینه زمین دیگری گسترش دهید. آیا شما در نزدیکی این بزرگترین دولت در جهان زندگی می‌کنید که اکنون به دنبال سرزمین و قلمرو هستید؟ امپراطورهای غیرقابل اشتیاق خود را متمایز می‌دانند که می‌خواهند قدرت همه پادشاهی‌های ضعیف و ناتوان، به ویژه پادشاهیان مسلمان را تحت سلطه خود درآورند و از عدم آمادگی برای جنگ استفاده می‌کنند. این افراد خارجی که در فاصله دو هزار مایلی شما زندگی می‌کنند، بهتر نیست دهقانان تحت ستم و قید صاحبخانه خود را نجات داده و تسکین دهند؟
شما از من می‌خواهید که «داوطلبانه دژ را تسلیم کنم. در غیر این صورت در مقابل خدا و بشریت اصلاح خواهید شد» چه جمله زیبا و انسانی است؟ آیا به خدا باور داری؟ من شک دارم که به او باور داری و انسانیت را دوست داری، اگر چنین کنی، آنگاه سربازان نگون‌بخت او را در اینجا به یک کشتار بی‌معنی و مرگ حتمی نمی‌کشیدی و از آنها، همسران و فرزندانشان در امان خواهی بود و آنها را وادار کرد تا به دلیل هوی و هوس‌های ترسناک پادشاه شما، در خانه به آرامی زندگی کنند.
شما می‌نویسید: «برای جلوگیری از خونریزی‌های غیر ضروری». چه کسی عامل این خونریزی است؟ ما یا شما؟ ترک کشور، علی‌رغم عظمت عظیم، شما سارقانی هستید که به خاک ما نفوذ کرده و ما را بی‌رحمانه غارت کرده و می‌کشند. ما هرگز به فکر انجام چنین کارهایی با شما نبوده‌ایم، اما شما به سرزمین ما حمله کرده‌اید، ما را با این چهره شیطانی آدمکش متحیر کرده‌اید، و ما را وادار به مقاومت سرسختانه می‌کنید، نه اینکه استقلال خود را از دست بدهیم، تلاش می‌کنیم اراده طلایی و آزادی خود را حفظ کنیم. دستان ما در داخل جنگ نیست و از خودمان در برابر شما دفاع خواهیم کرد، همانگونه که جانوران وحشی از خود در برابر مهاجمان دفاع می‌کنند و من دقیقاً به شما می‌گویم که همه ما باید با استخوان دراز بکشیم. به اتفاق آرا بهتر است بمیریم تا اینکه داوطلبانه عکس خود را به شما تسلیم کنیم. شما اصلاندوز را به من نشان می‌دهید، جایی که «دو هزار گروه بزرگ» شما ظاهراً «سی هزار نفر از ارتش بزرگ» ما را شکست داده‌است. شرمنده شما ژنرال، دروغ می‌گویید، شما باید حقیقت را بگویید، بدون اینکه واقعیت‌های حقیقی را در مورد چگونگی پایان آن پنهان کنید و نباید از آن پیروزی خاص خود بر ما که به لطف خیانت حقیر به ما بود، لاف بزنید. اگر این واقعه ستمگرانه را فراموش کرده‌اید، من به شما یادآوری می‌کنم، با بالا بردن پرچم سفید در میان ۱۰۵۰۰ سرباز پرچم سفید را به خشم و دشمنی نسبت به عباس میرزا برای برخورد سختگیرانه سربازانی که می‌خواستند از او انتقام بگیرند، دامن زده و سلاح‌های آنها را گرفته و امیدوار بودند که از شما نجات بگیرند. اما در عوض، آنها را بدون وجدان و عطوفت خلع سلاح کردید و مشاهده کردید که چگونه سربازان شما هزاران تن را کشتند و فقط ۵۰۰ تن را به عنوان غنیمت پیروزی زنده نگه داشتند. شرم و رسوایی این رخداد یک درس شایسته‌است زیرا خیانتکاران سوگند شکن هستند، اما در عین حال هشدار خوبی برای بقیه سربازان خیانتکار است، مبادا آنها فریب و وعده‌های حیله‌گر و دروغین شما را بخورند و پس از این اعدام‌های ستمگرانه و وحشیانه که توسط شما بر روی افراد بی‌گناه انجام شد که داوطلبانه خود را به شما تحویل دادند، شما جرئت می‌کنید در مورد عشق به انسان صحبت کنید. من متاسفم برای سربازان شجاع شما که به عنوان ابزار کور برای رسیدن به اهداف دزدان شما خدمت می‌کنند، اما رئیس شما فقط به شما به عنوان فرمانده پاداش می‌دهد، با تزئینات، مدال و حتی مبالغ هنگفتی برای کار قهرمانانه و شجاعانه سربازان شجاع خود که دور می‌زند.
نمونه دیگری از یک اقدام بزرگ بشردوستانه توسط سرهنگ دوم اوشاکوف انجام شد که سخنان ستودنی و تحسین‌برانگیزی از شما دریافت کرد: به دلیل زخمی‌شدن سربازان من و وارد شدن به شما در جنگ، من از راه جاده‌ای چوبی به ارکیوان و لنکران عزیمت کردم، می‌خواستم پس‌انداز کنم آنها را از اسارت و به دنبال کاروانی که با سربازان مجروح غیر مسلح و پناهندگان روسی همراه بود، در مجموع ۳۵۰ نفر، از این تعداد ۲۶۰ سرباز زخمی، ۴۰ مراقب اسب و ۵۰ سرباز فراری روسی بودند. گردان به رهبری اوشاکوف پس از رسیدن به همه آنها در جاده، تنها فراریان روس را اسیر کرد، در حالی که ۳۰۰ نفر دیگر به طرز وحشیانه‌ای اعدام شدند، علی‌رغم این واقعیت که همه آنها اساساً مرده، مجروح و غیرمسلح راه می‌روند. آیا این برای کسانی است که می‌گویید دوستشان دارید؟ خدای تو کجاست؟ - عیسی، می‌گوید «همسایه خود را دوست بدار که خودت را دوست داری و شمشیر برافراشته با شمشیر نابود خواهد شد». در کجا آمده‌است که ما باید زندانیان، و حتی بیماران و مجروحان را بکشیم؟ از این قساوت، وحشی‌گری وحشیانه، تنها سربازان ما توانایی این را دارند. بر اساس گفته‌های انجیل شما «شمشیر برافراشته با شمشیر نابود خواهد شد». - من با اطمینان پیش‌بینی می‌کنم و پیشگویی می‌کنم که چیز خوبی برای ایران وجود دارد، هنگامی که سربازان شما علیه حاکمان خود برخیزند و همه ژنرال‌ها را به همراه کشتار شیطانی خود برای همه آنچه که آنها برای کشورهای همسایه خود انجام داده‌اند، بکشند و هیچ اثری از آنها باقی نخواهد ماند.
اگر زیردستان پیشین ما از خان‌ها بصیرت و احساس همبستگی داشتند و منافع خود را کمتر دنبال می‌کردند، پس ما به هم پیوسته بودیم، می‌توانستیم آن را ثابت کنیم، اما اکنون آنها ناامید می‌شوند و پس از توبه از اشتباهات بی‌فکر آنها، خیلی دیر شده‌است.
برای جلوگیری از خونریزی، من به شما توصیه می‌کنم که از سربازان خود دریغ نکنید و ما را مجبور به جنگ نکنید و به جایی که شما غریبه‌های بد آنجا بودید برگردید و ما را تنها بگذارید: ما با قاطعیت و سخت از این مکان دفاع خواهیم کرد و برای سرزمین نیاکان ما و برای رفاه نسل‌های آینده شما را می‌کشیم. به مردم ترحم کنید و نابود کردن آنها را متوقف کنید. ما به کسی جان ندادیم و حق نداریم آن را از دیگران بگیریم، اما شما نباید سربازان خود را به مرگ حتمی بفرستید، زیرا ما نباید تسلیم شویم.
قلعه‌ای بدون مقاومت شدید و تلخ.
فرمانده دژ، صادق‌خان، ۲۷ دسامبر ۱۸۱۲، شهر لنکران

کوتلیارفسکی پس از خواندن نامه فوق، دستور تیرباران دژ را صادر کرد. برای حمله به دژ، کشتی باید توپخانه جنگی خود را به نزدیکی ساحل برساند و از آن‌ها استفاده کند. در روزهای ۲۸ دسامبر - ۲۹ دسامبر، توپخانه روسی دائماً دژ را تیرباران می‌کند، اما موفقیت زیادی حاصل نمی‌شود زیرا گلوله‌های کوچک توپخانه نمی‌توانند به دیواره‌های مستحکم لایه‌های خشتی نفوذ کنند و نیروهای درون دژ که توپ‌های پادگان را اداره می‌کنند به مخفیگاه‌های خود پناه می‌برند. کوتلیارفسکی با دیدن بی‌فایده بودن گلوله‌باران نامه دومی را به لنکران فرستاد و از خان‌ها و سران پادگان خواست که از خود، همسران، فرزندان و دارایی خود بدون ریختن خون دریغ نکنند و دژ را تحویل دهند. کوتلیارفسکی نیز چنین نوشت:
من و همه نیروهای تحت فرمان من بدون تسخیر دژ به آغوش شاهنشاه بزرگ روسیه از این دژ عقب نخواهیم رفت. با آغاز جنگ از من تا آخرین نفر، یا همه ما می‌میریم یا قلعه را می‌گیریم. ظرف سه ساعت منتظر جواب هستم.
صادق‌خان پاسخ به این نامه را ضروری ندانست.
در همین حال، موقعیت نیروهای روسیه در حال بحرانی‌شدن بود. گلوله‌های توپخانه خالی شده بود و مردم از سرما رنج می‌بردند. افزون بر این، اخباری دریافت شد که عباس میرزا، فرمانده ارتش ایران، برای نجات لنکران در راه است. کوتلیارفسکی تصمیم گرفت زمان را از دست ندهد و با حمله‌ای سریع دژ را تصرف کند.

### شدت گرفتن درگیری‌ها
| برجک‌ها    | فرماندهان      | گردان‌ها                                                    | عملیات                                                                                        |
| --------- | -------------- | ---------------------------------------------------------- | --------------------------------------------------------------------------------------------- |
| برجک نخست | سرهنگ اوشاکوف  | هنگ ۱۴ گرنادیر گرجستان (۳۵۰ نفر)                           | حمله در رو به روی سنگر گامیشوان و مجاور سنگر جنوب‌غربی. گرفتن دروازه برای اجازه‌دادن به ذخیره‌ها |
| برجک دوم  | سرگرد پوالیشین | هنگ پیاده نظام تثلیث                                       | حمله به گوشه سنگر شمال‌شرقی و ایجاد تراکم نیروها در بخش شمال‌غربی                               |
| برجک سوم  | سرگرد ترشكویچ  | هنگ هجدهم جاگر (۳۱۳ نفر). ۳۷ نفر از هنگ ۱۴ گرنادیر گرجستان | ایجاد درگیری در سنگر گوشه شمال‌شرقی رودخانه و ایمن‌سازی محل پر شدن آب                           |
| هنگ ۱     |                | نیمی از اسکادران هنگ گرنادیر                               | حمله به بخش جنوب‌شرقی نزدیک سنگر در نزدیکی رودخانه (در صورت امکان استفاده از آتش توپخانه)      |
| هنگ ۲     |                | نیمی از اسکادران هنگ گرنیه                                 | حمله به بخش شمال‌غربی نزدیک سنگر در نزدیکی رودخانه (کمک به هنگ حمله برجک نخست)                 |

درگیری لنکران توسط روس‌ها کمی پیش از برآمدن آفتاب در ساعت ۵ صبح آغاز شد. نیروهای روس در سکوت کامل به حرکت درآمدند، اما ایرانیان در حالت هشدار و آماده‌باش قرار داشتند و اسلحه‌ها و تفنگ‌ها آماده شده بود. با این حال، روس‌ها به سرعت از خندق گذر کردند و سربازان پس از قرار دادن نردبان، از دیوار به سمت برج‌های دژ بالا رفتند و شروع به پرتاب نارنجک به پایین کردند. در سری نخست تلفات، تقریباً همه افسران روس کشته یا زخمی شدند. برجک نخست شاهد مرگ سرهنگ دوم اوشاکوف بود، زیرا او برای مدتی تردید داشت. کوتلیارفسکی پس از آن، از ناحیه پا آسیب دید. او بالای بدن اوشاکوف ایستاد و در حالی که دست او را گرفته بود، دستور داد: اینجا با من! و شخصاً وارد درگیری مستقیم شد، اما کمی پس از آن با دو گلوله از ناحیه سر زخمی شد و به درون خندق غلتید. سربازان روسی که فرماندهان خود را از دشت دادند، همچنان حمله را ادامه دادند. معلم و ادیب آذربایجانی تیمور بیگ بایرام علی‌بی‌اف این وقایع را به شرح زیر توصیف کرد:
سربازان از دیوار بالا رفتند، گویی که از خطرات تهدیدکننده آن‌ها غافل هستند، زیرا آنها مورد هدف گلوله اسلحه دشمن قرار می‌گرفتند یا از فاصله نزدیک با تیراندازی کشته می‌شدند یا توسط دشمن بر روی دیوارها کشیده می‌شدند و سپس در آنجا کشته می‌شدند. نبردی نابرابر
در همین حال، برج‌های دژ به طور چشمگیری تضعیف شدند، زیرا دیوارها با مهاجمان جدید به طور مداوم از بین می‌رفتند. سرانجام یک نارنجک‌انداز موفق شد تا از دیوار بالا رفته و اسلحه‌ای را به دست آورد که بی‌درنگ آن را برگرداند و با شلیک به درون دژ دشمن داخل را هدف قرار دادند. این امر حمله به دو برجک دیگر را آسان کرد؛ همچنین توانستند از دیوار و به طرفین بالا بروند و دشمن را تضعیف کنند. در این میان هنگامی که شمار چشمگیری از روس‌ها توانستند وارد دژ شوند، درگیری شدید میان مهاجمان و مدافعان رخ افتاد. روزه‌الصفا مورخ  فارسی این وقایع را توصیف کرد:
درگیری‌های به قدری متشنج و داغ بود که عضلات بازوها و انگشتان از هر لحظه و فرصت سهولت از راه آن محروم می‌شدند. شش ساعت دست زدن به شمشیرهای بریده و پایین آورنده و چکاندن مداوم ماشه اسلحه‌ها
تیمور بیگ نوشت:
تلخ؛ روس‌ها به بالاترین درجه تلخی، خشونت و انتقام رسیدند - هر انسان زنده‌ای که در راه است، با درگیری شدید روبرو می‌شوند. روس‌ها با سرنیزه‌ها و شمشیرهای سربازان، حتی نوزادان، زنان باردار، پیرمردها و پیرزن‌ها را می‌کشتند.

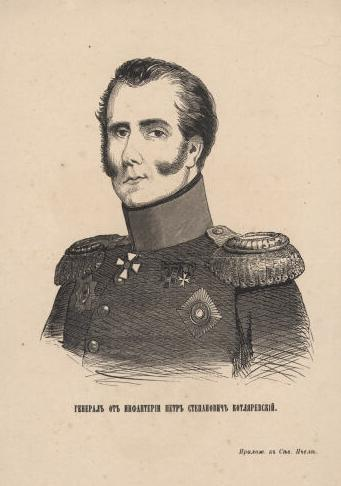
نگاره‌ای از پیوتر کوتلیارفسکی

مدافعان باقی‌مانده دژ کوشیدند در رودخانه لنکران پناه بگیرند، اما توسط دو توپ که در سمت راست تحت پوشش ۸۰ تفنگدار روس نصب شده بودند، روبرو شدند. هنگام بازگشت، فراریان با سرنیزه سربازان محاصره‌کننده روس روبرو شدند.
پادگان ایران کاملاً فروپاشید. هیچ زندانی به اسارت گرفته نشد. صادق‌خان، فرمانده دژ و حدود ده دستیار و فرزندان آن‌ها نیز کشته شدند.
اهالی شهر که اسلحه‌ای همراه خود نداشتند، با از خودگذشتگی کامل با هر وسیله‌ای که همراه داشتند همچون بیل و کلنگ در برابر روس‌ها جنگیدند و کشته شدند.
کوتلیارفسکی نیمه‌جان در زیر اجساد پیدا شد. او دچار آسیب از ناحیه چشم راست، شکستگی آرواره و بخش زیرین پا شده بود اما زنده ماند. پس از پایان درگیری، کوتلیارفسکی و سربازان زخمی روس که ابزار و وسیله‌های پرستاری و زخم‌بندی نداشتند، نزد میر مصطفی خان در گامیشوان رفتند. او برای آن‌ها جای استراحت فراهم کرد و کوشید شماری را برای درمان و مداوای آن‌ها فرابخواند.
بر اساس برخی منابع تاریخی، مجموع شمار کشته‌های ایران در جبهه اصلاندوز، ارکوان و لنکران نزدیک به چهار هزار نفر و شمار کشته‌های سپاه روسیه در این سه جبهه به ۲۸۱۴ تن رسید. از میان فرماندهان ایرانی، صادق خان قاجار، فرج‌الله خان، جعفرقلی‌خان هزاره‌ای، مهدی‌خان گیلانی و حسن‌خان بسطامی کشته شدند.

## پیامدها

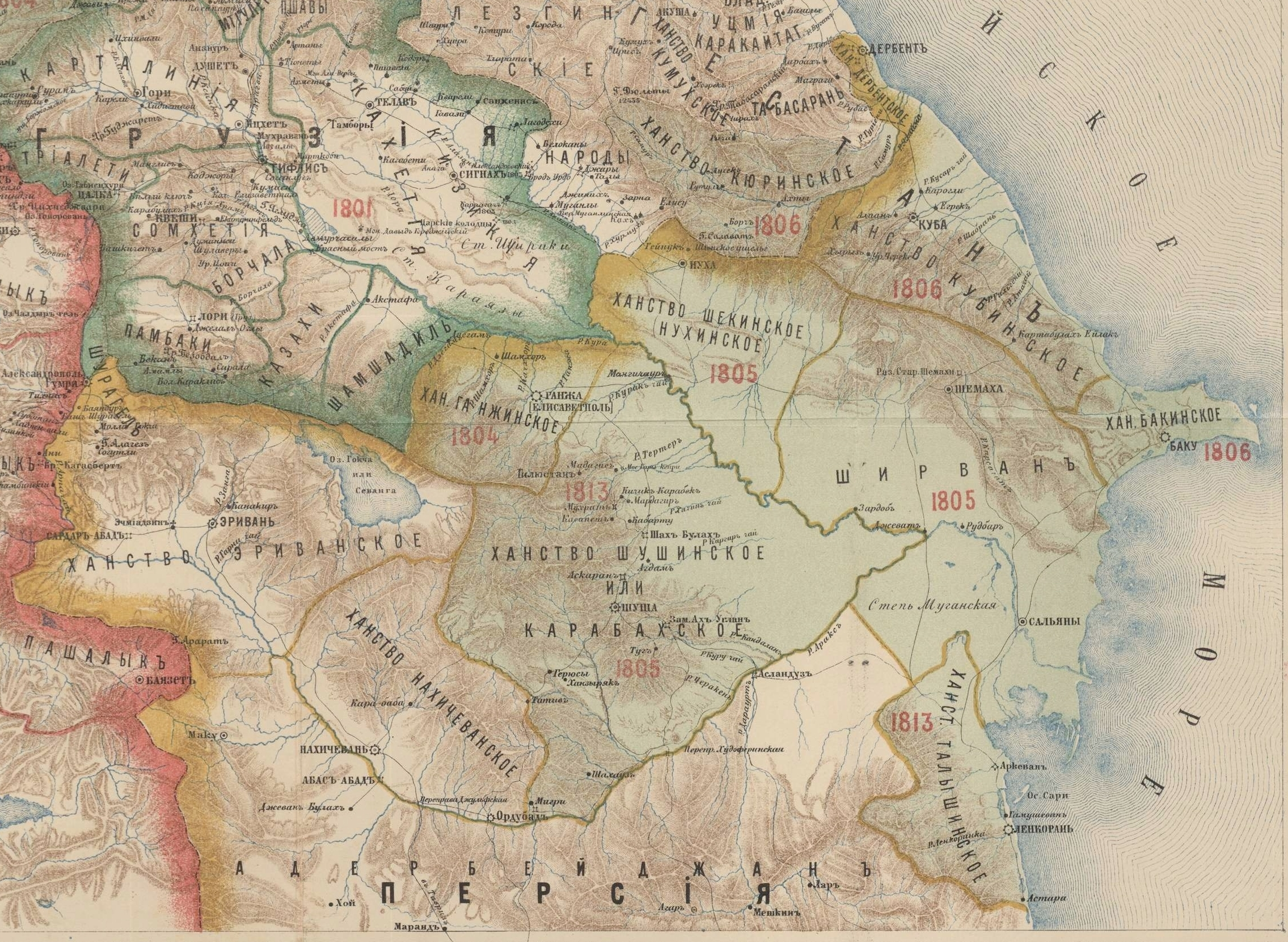
نقشه خانات قفقاز در آغاز سده نوزدهم میلادی؛ خانات تالش و شهر لنکران در گوشه پایین سمت راست دیده می‌شود.

در پی فتح دژ و شهر لنکران و در پی آن امضای پیمان گلستان، تالش شمالی تقریباً برای همیشه از خاک ایران جدا شد. پس از پایان درگیری‌ها در لنکران میر مصطفی خان بار دیگر بر مسند خانات تالش نشست. میر مصطفی خان در اواخر دوران حکومت خود با روس‌ها دچار مشکل شد و از آن‌ها روی برگرداند. او دو سال پس از نبرد لنکران و در سال ۱۸۱۴ میلادی (۱۲۳۰ هجری قمری) در شهر لنکران درگذشت و فرزند ارشد او میر حسن خان پس از مدتی کشمکش و اختلاف با برادرانش بر مسند خانات تالش نشست.
روس‌ها گرچه رابطه خوبی با میر حسن خان نداشتند، حکومت او بر خانات تالش را تایید کردند و به او پرچم زرین و خنجر جواهرنشان پیشکش کردند. این اتفاق باعث شد روابط او با خواهران، برادران و مادرش فخرالنسا خانم که خود سودای قدرت داشتند، رو به تیرگی برود. روس‌ها نیز با آگاهی از این اختلاف سرگرد ایلینسکی را با دستور ژنرال یرمولوف، سرفرماندهی کل قفقاز به لنکران اعزام کردند و کوشیدند تا خاندان میر حسن خان را بیش از پیش از هم جدا کنند و تالش را آسان‌تر تسخیر کنند. سرگرد ایلینسکی بر اساس دستورهایی که به او محول شده بود به تدریج اختیار و زمام تمامی امور را از میر حسن خان و منشی ارشد او میرزا خداوردی که در کل تالش از احترام ویژه‌ای برخوردار بود گرفت.
میر حسن خان فردی ایران‌گرا و روس‌ستیز بود و با تجربه‌هایی که از دوران فرمانروایی پدرش بر خانات تالش داشت، کوشید تا سیاست‌های همسو با ایران قاجاری داشته باشد؛ از این رو روابط نزدیکی را با فتحعلی‌شاه قاجار و ولیعهد او عباس میرزا برقرار کرد. میر حسن خان با روی‌گردانی کامل از روسیه به نشانه اعتراض و مخالفت در ژوئن ۱۸۲۶ میلادی با شمار فراوانی از همراهانش و برادرانش که به او پیوسته بودند، از راه زووند به ایران رفت. عباس میرزا در اردبیل به پیشواز میر حسن خان و همراهان رفت. ایلینسکی پس از شنیدن خبر با خرسندی بسیار بی‌درنگ ارگ میر حسن خان را به همراه افسران روس تصرف کرد. به این ترتیب تالش شمالی به دست سرگرد ایلینسکی افتاد. آن‌ها نام خان‌نشین تالش را به دژبانی تالش تغییر دادند. ایلینسکی دستور داد آن دسته از اعضای خانواده میر حسن خان که همراه با او به ایران نرفته‌اند از جمله مادرش را در جزیره ساری زندانی کرد؛ همچنین شمشیر و خنجر جواهرنشان میر حسن خان که نزد مادر او بود مصادره و به دژبانی باکو فرستاده شد.
در زووند موجی از ناخرسندی و شورش علیه سرگرد ایلینسکی به راه افتاد. روس‌ها برای خاموش کردن صدای مردم چند دادگاه ساختگی برای محکوم کردن او به راه انداختند که در پایان از همگی اتهامات تبرئه شد.
میر حسن خان رهبری چندین خیزش مردمی علیه روس‌ها را در شمال رودخانه آستارا و جنوب رود ارس برعهده گرفت و ضربات فراوانی را به نیروهای روسیه وارد کرد‌.
پس از امضای پیمان گلستان بخش‌هایی از سرزمین تالش که در تصرف نیروهای ارتش روسیه بود از جمله شهر لنکران در این قرارداد گنجانده شد؛ اگرچه حدود دقیق مرزی در این پیمان مشخص نشد. این اتفاق باعث پیدایش زمینه‌های دوره دوم جنگ‌های ایران و روسیه شد. در این هنگام اعتراضات گسترده‌ای در سراسر سرزمین‌های قفقاز آغاز شد که منجر به درگیری‌های پراکنده مردم با روس‌ها شد. میرحسن‌خان تالش فرزند میرمصطفی‌خان که فرماندهی خانات تالش را به دست گرفته بود، مخالفت خود را با امضای پیمان گلستان اعلام کرد. او با فرستادن پیک‌هایی به عباس میرزا اطلاع داد که می‌خواهد سرزمین‌های از دست رفته را به خاک ایران بازگرداند. او به همراه محمدخان قاجار دولّو نیروهای خود در ۹ محرم ۱۲۴۲ هجری قمری (۱۴ سال پس از سقوط دژ لنکران) به سوی شهر لنکران تاخت و روس‌ها با تلفات بسیار و ترس از پاشیده‌شدن کامل صفوف نظامی خود تا شهر سالیان و آن سوی رود ارس عقب‌نشینی کردند. نیروهای ایرانی به رهبری میر حسن خان در لنکران ۶۰۰ اسیر و هفت عراده توپ به دست آوردند. نیروهای قاجار به رهبری جهانگیر میرزا که از اردبیل به راه افتاده بودند، در آبادی همه شره به میر حسن خان و یارانش پیوستند. در نبرد سالیان دژ شهر که در دست روس‌ها بود به همراه یکصد هزار خروار گندم به دست نیروهای میر حسن خان افتاد. پس از این موفقیت بزرگ، عباس میرزا که خود در حال نبرد در جبهه ایروان و نخجوان بود، لقب اسبق‌المجاهدین را به میر حسن خان داد و ضمن فرستادن خلعت و هدایای فراوان، او را به حکمرانی سراسر منطقه تالش از دیناچال تا سالیان و بالهارود منصوب کرد. او به مدت ۲ سال بر تالش حکمرانی کرد.
با شنیدن پیروزی بزرگ ایرانیان در سالیان مردم دیگر ایالت‌های اشغال شده در باکو، گنجه، شکی، شماخی و داغستان علیه روس‌ها شورش کرده و دست به کشتار آنان زدند.
اگرچه پس از جنگ‌های نخست ایران و روس مردم سراسر ایران خواهان عضویت در ارتش ایران برای اعزام به قفقاز بودند و با تجدید قوای سپاهیان ایران دور جدیدی از جنگ‌های ایران و روس موسوم به جنگ‌های دوم ایران و روسیه آغاز شد و ارتش ایران دوباره بخش‌های از دست رفته فراوانی را از جمله تالش شمالی و سالیان را بازپس گرفت، اما با لشکرکشی‌های دوباره ارتش روسیه تمامی مناطق بازپس گرفته شده به همراه خانات ایروان و خانات نخجوان و بخشی باقی‌مانده از شمال گردنه حیران (شهرستان لریک امروزی) بر اساس پیمان ترکمانچای از خاک ایران جدا شدند.
روس‌ها با پیش‌روی برق‌آسای خود گنجه و نخجوان را تصرف کردند؛ سپس با گذر از رود ارس، شهرهای تبریز، خوی، سلماس و میانه به تصرف آنان درآمد. با رسیدن خبر ورود روس‌ها به دروازه‌های تبریز، عباس میرزا به همراه خانواده‌اش شبانه از تبریز به سوی زنجان گریختند. در این میان جهانگیر میرزا والی اردبیل اقدام به استحکام دژ شهر کرد و با فرستادن پیکی به میر حسن خان درخواست یاری کرد. میر حسن خان پس از دریافت پیام به همراه بیش از هزار نفر از نیروهای پیاده و تفنگ‌دار وارد اردبیل شد. کمی پس از آن هم خبر توافق مصالحه ایران و روسیه در آبادی ترکمانچای به آن‌ها رسید و آن‌ها به لنکران بازگشتند.
مردم تبریز که دل خوشی از روس‌ها نداشتند هر شب به شماری از نیروهای روس شبیخون زده و آن‌ها را می‌کشتند. ژنرال ایوان پاسکویچ فرمانده روس‌ها با آگاهی از کاهش نیروهایش نامه‌ای جهت درخواست بازگشت به شمال رود ارس را به مقامات مرکزی روسیه داد و با دریافت تاییدیه عقب نشینی کردند.
پس از گذشت چند هفته مفاد پیمان ترکمانچای آشکار شد. روس‌ها خواهان تمامی سرزمین‌هایی که پیش از درگیری به دست آوردند بودند شدند و نام لنکران نیز در این میان قرار داشت. میر حسن خان میرزا خداوردی منشی ارشد خود را به تبریز فرستاد تا چند و چون ماجرا را از شخص عباس میرزا جویا شود. عباس میرزا به او گفت که تمام کوشش خود را برای حفظ و نگهداشت تالش انجام داده اما میسر نشد. او از میر حسن خان خواست تا لنکران را تخلیه کرد و به جنوب رود آستارا آمده و والی ولایت‌های اردبیل، ویلکیج، اسالم و کرگانرود شود.
پس از ورود نیروهای روس به شهر لنکران، میر حسن خان و همراهانش با خواهش فراوان از سوی عباس میرزا از آن شهر خارج و در آبادی‌های چلوند، لوندویل و کانرود در جنوب رود آستارا ساکن شدند.
میر حسن خان به محض شنیدن خبر کشته‌شدن الکساندر گریبایدوف، وزیر مختار روسیه در سفارت این کشور در تهران بیش از هزار نیروی پیاده و تفنگدار از کرگانرود و اسالم را با خود همراه کرد تا بار دیگر به لنکران برود، اما با پافشاری عباس میرزا و جهانگیر میرزا وی منصرف شد. روس‌ها از عباس میرزا خواستند تا میر حسن خان و نیروهایش را در نواحی دورتر از مرز اسکان دهد. میر حسن خان با رد این درخواست در چلوند باقی ماند. عباس میرزا بالاخان کرگانرودی را که به دستور فتحعلی‌شاه به مقام خانی رسانده بود مامور کرد تا میر حسن خان را به سوی رشت هدایت کند.
میر حسن خان پس از درگیری با نیروهای بالاخان، تصمیم به حرکت به سوی لنکران گرفت تا در خاک روسیه اقامت کند. شماری از همراهان او از وی خواستند تا بار دیگر بنای شورش گذاشته و مردم به او بپیوندند و تالش از چنگ روس‌ها خارج شود. برادران او که هم‌پیمان روس‌ها در لنکران بودند با شنیدن این خبر نیروهای روسی را آگاه ساختند و پس از ورود به لنکران، میر حسن خان را طبق قرارداد میان روسیه و قاجارها به ایران و نزد بالاخان کرگانرودی فرستادند. وی میر حسن خان را در دژ خلخال زندانی کرد.
میر حسن خان به علت اختلاف و درافتادن با عباس میرزا، ولیعهد ایران برای بازپس‌گیری دوباره سرزمین‌های از دست رفته، محبوس و زندانی شد. در مارس ۱۸۳۱ میلادی پس از خیزش مردم در آبادی‌های تالش به دنبال ستم فرماندهان روس و دریافت مالیات‌های سنگین، شمار زیادی از نواحی تالش حالت بحرانی به خود گرفت. در این میان بخشی از مردم لنکران و خان‌های محلی با شورشیان همراه نکردند و به سود روس‌ها وارد نبرد شدند. فرماندهی دژبانی تالش از نیروهای روس در شروان، شکی، دربند برای سرکوب تالش‌ها درخواست یاری کرد. شورشی‌ها بسیاری از نقاط را از روس‌ها باز پس گرفتند و از میر حسن خان درخواست یاری کردند. او با یاری شماری از افرادش از زندان گریخت و بار دیگر به تالش شمالی بازگشت و به مدت سه ماه در جنگل‌های میان‌کوه (در نزدیکی شهر ماسال‌لی کنونی) به همراه نیروهایش در برابر ارتش روسیه مقاومت کرد؛ اما به‌تدریج شماری از نیروهای او دچار بیماری وبا شده و درگذشتند. او نیز به علت کهولت سن و کمبود نیروی جنگی تصمیم گرفت از تالش خارج شود تا اگر فرصتی بود باز هم به جنگ روس‌ها برود.
میر حسن خان از راه دریای مازندران به مازندران و از آنجا به تهران رفت. وی در سال ۱۲۴۶ قمری به صورت مشکوکی در تهران درگذشت. اگرچه گفته می‌شود او به دنبال ابتلا به استسقا درگذشت اما در کتاب اخبارنامه، تذکره سعیدیه و جواهرنامه لنکران ادعا شده است که وی به دنبال مسمومیت درگذشته است.

تغییرات مرزی ایران و امپراتوری روسیه پس از پیمان‌های گلستان و ترکمانچای

روس‌ها آرام آرام پس از تسخیر تالش شمالی برای تثبیت تسلط خود در منطقه، ضمن احداث استحکامات در سراسر این ناحیه، به کوچاندن اجباری تاتارها (ترک‌زبانان اَرّان که بعدها آذربایجانی یا آذری نام گرفتند)، گرجی‌ها و ارمنی‌ها به تالش گشتاسبی دست زدند که با مرگ پتر کبیر در ژانویه ۱۷۲۵/۱۱۳۷ ق. این سیاست آن‌ها تا اندازه‌ای معوق ماند. یا به علت ایستادگی تالشان در برابر مهاجران ناخوانده و حمایت روس‌ها از مهاجران، درگیری معمولاً به سود مهاجران پایان می‌یافت. روس‌ها همچنین به صورت گسترده‌ای دست به ویران‌سازی آثار و ابنیهٔ تالشان زدند، به‌ویژه مسجدها، از جمله مسجد کربلایی خداوردی و ساختمان‌های حکومتی مانند دیوان‌خانهٔ میر مصطفی خان مورد تخریب قرار گرفت. قطع درختان تالش گشتاسبی و انتقال چوب‌ها به شروان و روسیه، دست‌گذاشتن بر زنبورداری تالشان و وصول مالیات‌های سنگین و بیگاری‌کشیدن از تالشان از دیگر اقدامات روس‌ها در منطقه بود. روس‌ها به زور وارد خانهٔ روحانیان و مردم تالش می‌شدند و آن‌ها را به استهزاء می‌گرفتند و به دارایی‌هایشان دست‌اندازی می‌کردند.
در پی این رفتارها بسیاری از مردم تالش کم‌کم از محل زندگی خود به سمت نواحی جنوبی‌تر یعنی تالش جنوبی که از شهر آستارا آغاز می‌شود مهاجرت کردند. بسیاری از آن‌ها در نواحی نمین، ویلکیج، اردبیل (بیش از سه هزار خانوار)، هشتپر، ماسال، تالش‌دولاب و… ساکن شدند و هیچ‌گاه به محل سکونت خود برنگشتند. شماری از تالشان و نزدیکان میرمصطفی‌خان هم بعدها به نواحی مرکزی ایران مانند اصفهان که شهر بزرگ و پررونقی در ایران بود نیز مهاجرت کردند.

## خوانش بیش‌تر
- Atkin, Muriel (1980). Russia and Iran, 1780–1828. University of Minnesota Press. ISBN 978-0816609246.
- Behrooz, Maziar (2023). Iran at War: Interactions with the Modern World and the Struggle with Imperial Russia. I.B. Tauris. ISBN 978-0755637379.
- Bournoutian, George (2016a). The 1820 Russian Survey of the Khanate of Shirvan: A Primary Source on the Demography and Economy of an Iranian Province prior to its Annexation by Russia. Gibb Memorial Trust. ISBN 978-1909724808.
- Bournoutian, George (2016b). "Prelude to War: The Russian Siege and Storming of the Fortress of Ganjeh, 1803–4". Iranian Studies. Taylor & Francis. 50 (1): 107–124.
- Bournoutian, George (2021). From the Kur to the Aras: A Military History of Russia's Move into the South Caucasus and the First Russo-Iranian War, 1801–1813. Brill. ISBN 978-9004445154.
- Daniel, Elton L. (2001). "Golestān Treaty".  In Yarshater, Ehsan (ed.). Encyclopædia Iranica, Volume XI/1: Giōni–Golšani. New York, NY: Encyclopædia Iranica Foundation. pp. 86–90. ISBN 978-0-933273-60-3.
- Hambly, Gavin R. G. (1991). "Iran during the reigns of Fath 'Alī Shāh and Muhammad Shāh".  In Avery, Peter; Hambly, Gavin R. G.; Melville, Charles Peter (eds.). The Cambridge History of Iran, Volume 7: From Nadir Shah to the Islamic Republic. Cambridge: Cambridge University Press. pp. 144–173. ISBN 0-521-20095-4.
- Pourjavady, Reza (2023). "Russo-Iranian wars 1804-13 and 1826-8". Christian-Muslim Relations. A Bibliographical History Volume 20. Iran, Afghanistan and the Caucasus (1800-1914). Brill.
- Shahvar, Soli; Abramoff, Emil (2018). "The Khan, the Shah and the Tsar: The Khanate of Talesh between Iran and Russia".  In Matthee, Rudi; Andreeva, Elena (eds.). Russians in Iran: Diplomacy and Power in the Qajar Era and Beyond. London: I.B. Tauris. pp. 24–48. ISBN 978-1-78673-336-8.
- Tapper, Richard (1997). Frontier Nomads of Iran: A Political and Social History of the Shahsevan. Cambridge University Press. ISBN 978-0-52158-336-7.